# Uraba lugens
Sâu bướm đầu lâu (Danh pháp khoa học: Uraba lugens) là một loài bướm thuộc họ bướm đêm Nolidae, được tìm thấy ở Australia và New Zealand. Loài sâu bướm kỳ quặc này là ấu trùng bướm đêm có tên tiếng Anh là gum-leaf skeletoniser, chúng nổi tiếng với khả năng dùng chính những đầu lâu cũ qua những lần lột xác làm vương miện và còn là vũ khí. 

## Đặc điểm
Sâu bướm Uraba lugens bị đánh giá là loài gây hại, chúng ăn lá, nhai nát những búp cây non, khiến cây không thể phát triển và chết dần. Mặc dù là loài gây hại nhưng loài sâu bướm lạ lùng này có vẻ ngoài và cơ chế phòng vệ, tấn công rất ấn tượng trong vương quốc côn trùng. Sâu bướm kỳ quặc đội vương miện đầu lâu đánh kẻ thù. Những con sâu róm có vẻ ngoài gây kinh hoàng này được mệnh danh là "Mad Hatterpillar" bởi khả năng vô cùng điên rồ của nó, nó có khả năng duy trì lớp xương ngoài cơ thể, ngay phía trên hộp sọ.
Khi sâu bướm Uraba lugens lột xác, chúng sẽ giữ lại những lớp vỏ đầu cũ hay hộp sọ cũ và chất dần lên cao. Chúng đội lên đầu những hộp sọ cũ của chính mình và coi đó như một chiếc vương miện, biểu thị quyền uy. Không chỉ có tác dụng khoe mẽ, biểu hiện sức mạnh, chiếc vương miện làm từ đầu lâu của sâu bướm Uraba lugens có tác dụng như một vũ khí lợi hại, giúp chúng đe dọa, chiến đấu với kẻ thù. Chiếc vương miện đầu lâu của loài sâu bướm đáng sợ này giúp tăng gấp đôi khả năng sống sót của chúng khi đối mặt với những kẻ thù tự nhiên. 